# Louise Barnes
Louise Barnes (ur. 26 kwietnia 1974 w prowincji KwaZulu-Natal) – południowoafrykańska modelka i aktorka filmowa i telewizyjna. Zyskała uznanie w Republice Południowej Afryki dzięki różnym rolom w lokalnie produkowanych filmach i serialach telewizyjnych. Jest znana z roli w horrorze Surviving Evil z 2009 oraz roli Mirandy Barlow w serialu Piraci.